# Jedidiah Goodacre
Jedidiah Goodacre (Petrolia,  11 januari 1989) is een Canadees acteur.

## Biografie
Goodacre werd geboren op 11 januari 1989 in Petrolia (Ontario). Hij studeerde in 2012 af aan de Vancouver Film School for Acting for Film and Television.
In 2013 maakte hij zijn acteerdebuut in de televisiefilm Restless Virgins. Hij werd voor het eerst bekend bij een breder publiek door zijn terugkerende rol in vier afleveringen van The 100. Verder had hij ook een terugkerende rol in Chilling Adventures of Sabrina.
Op het witte doek speelde hij tegenover Wesley Snipes in The Recall uit 2017 en tegenover Rose Reid in Finding You uit 2021.